# Eduard Brandt
Pour les articles homonymes, voir Brandt.
Eduard Karlovitch Brandt (Эдуард Карлович Брандт), né le 15 février 1839 à Saint-Pétersbourg et mort le 17 novembre 1891 à Saint-Pétersbourg, est un médecin et zoologiste russe d'ascendance allemande, auteur de nombreuses publications concernant l'anatomie comparée.

## Biographie
Brandt poursuit ses études au fameux lycée allemand Sankt-Petri-Schule de Saint-Pétersbourg (1849-1856), puis entre à l'Académie médico-chirurgicale, dont il sort diplômé en 1862. Il s'intéresse particulièrement à la zoologie et à l'anatomie comparée. Il suit les cours d'anatomie comparée du professeur J. F. Brandt qu'il donne à l'Académie des sciences de Saint-Pétersbourg à la requête des étudiants de l'université impériale, ainsi que les cours de paléontologie donnés à l'université par le professeur Koutorgoï et ceux donnés par Lev Tsenkovski sur les embryophytes. Il étudie et procède aussi à des exercices pratiques dans le cabinet de ce dernier à propos des champignons, des lichens et des algues.
Il s'intéresse également depuis l'enfance à l'entomologie et lorsqu'il est étudiant, il fréquente la Société entomologique de Russie, ce qui lui permet de parfaire ses connaissances. Il étudie la flore du gouvernement de Saint-Pétersbourg avec l'académicien Franz Josef Ruprecht et participe à des excursions botaniques avec le conservateur de l'Académie des sciences, Menshausen.
Brandt reçoit son titre de docteur en médecine en 1865 et en 1876 celui de magister en zoologie. Pendant son premier voyage à l'étranger en 1866, il étudie l'anatomie comparée auprès d'Émile Blanchard et d'Henri Milne-Edwards à Paris, et auprès d'Owen à Londres. Il étudie aussi de lui-même à Saint-Vaast-la-Hougue près de Cherbourg l'anatomie comparée de différentes classes d'invertébrés.
Pour son deuxième voyage en 1869, il suit les leçons du professeur Leyckart en zoologie et embryologie médicales et s'adonne à des études d'anatomie comparée à Trieste. Ses voyages en 1873, 1876, 1879, 1880, 1881 et 1889 sont consacrés à ses propres travaux d'anatomie comparée.
Eduard Brandt est nommé assistant à la chaire de zoologie et d'anatomie comparée de l'Académie médico-chirurgicale en 1863. Deux ans plus tard, il est privat-dozent dans ces mêmes domaines à la même chaire. Il est prosecteur l'année suivante. En 1873, il est nommé professeur extraordinaire à la chaire d'anatomie des animaux domestiques au département vétérinaire de l'Académie et chargé de dispenser des cours de zoologie et d'anatomie comparée au département de médecine. Un an plus tard, il est nommé à la chaire de zoologie et d'anatomie comparée. En 1878, il est nommé professeur ordinaire.
Lorsque les cours I et II de l'Académie médico-chirurgicale sont supprimés, il est transféré à la chaire de zootomie du département vétérinaire. Celui ferme en juin 1883 et il prend sa retraite, mais le 11 décembre de la même année les cours I et II rouvrent et il est pris comme professeur ordinaire à la chaire de zoologie et d'anatomie comparée de l'Académie de médecine militaire. Il prend Valentin Bianchi pour l'assister en 1885.
Il reçoit le titre d'académicien en 1889.
Parallèlement, Brand donne des cours de zoologie à l'École des mines de Saint-Pétersbourg, de 1870 à 1883 et de 1874 à 1882 des cours de zoologie, d'anatomie comparée et d'embryologie aux Cours de médecine féminins. Il enseigne aussi la zoologie à l'École de commerce de Saint-Pétersbourg, de 1864 à 1880. En 1886, il donne des cours sur les invertébrés à l'université de Saint-Pétersbourg et à partir de 1889 sur les sciences naturelles aux Cours Bestoujev.
L'Académie des sciences de Paris lui décerne un prix à propos de ses recherches sur le système nerveux des insectes.

## Publications
Eduard Brandt est l'auteur de plus de cinq cents publications, parmi lesquelles:
- « Исследования о зубной системе землероек » (Sorex Cov.), Saint-Pétersbourg, 1865 [Études sur le système dentaire des Soricidae];
- « О сонно-артериальном протоке у гадюки (Pelias berus) и у других змей » (« Медиц. Вестн. », 1866, № 14) [À propos du conduit carotido-artérien de la vipère (Pelias berus) et d'autres serpents];
- « Ueber den Ductus caroticus der lebeudig-gebärenden Eidechse (Zootica vivipara) » (« Mél. biol. de l’Académie de Saint-Pétersbourg », т. VII, 1867);
- « Ueber das Nervensystem der gemeinen Scbüsselschnecke (Patella vulgaris) », (idem, т. VII. 1868);
- « Ueber das Nervensystem der Lepas anatifera » (idem, т. VII, 1869);
- « Sur l’Idothea entomon» (« Horae Societatis Entomologicae Rossicae », vol. VII, 1870);
- « Ueber den Ductus caroticus des Alligator mississippiensis » (« Mél. Biol. de l’Académie de Saint-Pétersbourg », т. VIII, 1871);
- « Сравнительная анатомия и метаморфология нервной системы перепончатокрылых (Hymenoptera ) » (« Труды русск. энтомол. общ. », т. IX, 1876) [Anatomie comparée et métamorphologie du système nerveux des hyménoptères];
- « О нервной системе гусениц чешуекрылых (Lepidoptera) » (idem, т. X, 1877) [Sur le système nerveux des lépidoptères];
- « Анатомия жука Telephorus fuscus » (Saint-Pétersbourg, 1877) [Anatomie du coléoptère Telephorus fuscus];
- « Vergleichend-anatomische Untersuchungen über das Nervensystem der Zweiflügler (Diptera ) » (« Horae Societatis Entomologicae Rossicae », Vol. XV, 1879);
- « Vergleichend-anatomische Untersuchungen über das Nervensystem der Hemipteren » (idem, vol. XIV, 1879);
- « Ueber das Nervensystem der Fächerflügler (Streppirtera) » (idem, vol. XIV, 1879);
- « Vergleichend-anatomische Untersuchungen über das Nervensystem der Käfer (Coleoptera) » (idem, vol. XIV, 1878);
- « Vergleichend-anatomische Skizze des Nervensystems der Insekten » (idem, vol. XV, 1879);
- « Ueber die Metamorphosen des Nervensytem der Insekten » (idem, Vol. XV, 1879);
- « Исследования о нервной системе стрекоз (Odonata) » (« Труды русск. энтом. общ. », т. XIII, 1880);
- « Recherches sur l’anatomie comparée de divers ordres de la classe des Insectes » (« Compt. rend. de l’Académie de Paris », т. XCI, 1880),
- « Du système nerveux de l’Idothea entomon» (idem, т. ХС, 1880);
- « К вопросу о морфологии головы равноногих раков (Isopoda) » (« Протоколы и речи VI съезда русских естествоиспытателей и врачей », 1880);
- « Анатомия бабочки Hepialus humuli » (idem) [Anatomie du papillon Hepialus humuli];
- « О нервной системе личинок двукрылых (Diptera) » (« Труды русск. энтом. общ. », т. XIII, 1880) [Sur le système nerveux des Culiseta];
- « Сравнительно-анатомические исследования о грифельных косточках (Ossa calamiformia) жвачных животных (Ruminantia) » ; avec A. C. Izmaïlov, in « Аrchives des sciences vétérinaires » 1882;
- « Сравнительно-анатомические исследования нервной системы прямокрылых (Orthoptera )» (« Труды русск. энтом. общества », т. XIII, 1882) [Études d'anatomie comparée du système nerveux des orthoptères];
- « Анатомия стеклянницы шершневидной (Sesia scolaeiformis) » (idem, т. XVIII, 1883—4);
- « Анатомия пядениц (Geometridae) » (idem, т. XIX, 1885) [Anatomie des Geometridae];
- « Анатомия бабочки Hepialus hectus » (idem, т. XIX, 1885);
- « Miscellanea entom. » (« Horae Societatis Entomologicae Rossicae » vol. XXII, 1887).

De plus Brandt publie des manuels et précis : 
- « Руководство зоологии » (partie I et II, Saint-Pétersbourg, 1874) [Manuel de zoologie];
- « Очерки сравнительной анатомии » (Saint-Pétersbourg, 1874) [Précis d'anatomie comparée];
- « Атлас сравнительной анатомии » (St.-P, 1874) [Atlas d'anatomie comparée];
- « Учебник зоологии » (St.-P, 1876; 2e éd., 1880) [Manuel de zoologie];
- « Начальные сведения из естественной истории » (4 éd, St.-P., 1883—84; 2e et 3e éd.) [Informations élémentaires d'histoire naturelle];
- « Животные паразиты » (St.-P., 1873) [Les parasites animaux];
- « Анатомия домашних птиц » (St.-P., 1875) [Anatomie des oiseaux domestiques];
- « Учебник анатомии домашних млекопитающих животных » (St.-P., 1883—84) [Manuel d'anatomie des mammifères domestiques];
- « Животные паразиты домашних млекопитающих и птиц » (St.-P., 1890) [Les parasites animaux des mammifères et oiseaux domestiques];
- « Популярная зоологическая энциклопедия, т. I, млекопитающие » (St.-P., 1890) [Encyclopédie zoologique populaire, tome I: les mammifères].

## Source
- (ru) Cet article est partiellement ou en totalité issu de l’article de Wikipédia en russe intitulé « Брандт, Эдуард Карлович » (voir la liste des auteurs).